# Minardil
En el universo imaginario de J. R. R. Tolkien y en la novela El Señor de los Anillos, Minardil es el vigésimo quinto rey de Gondor. 
Nació en el año 1454 de la Tercera Edad del Sol y asumió el trono en el año 1621 T. E. tras la muerte de su padre Hyarmendacil II. Su nombre es quenya y puede traducirse como «amante de las torres».
El peligro de los corsarios de Umbar no se había extinguido todavía. Aún a pesar de la victoria de Hyarmendacil II contra sus principales aliados, los haradrim, los corsarios seguían atacando y saqueando las costas de Gondor. Estos estaban gobernados por los bisnietos de Castamir, Angoamaitë y Sangahyando, que formaban parte de la élite Dúnadan que reinaba en Umbar.
En el año 1634 T. E., Minardil se encontraba en Pelargir cuando una flota de corsarios, comandada por los gobernantes de Umbar, atacó la ciudad remontando el río Anduin. En esa acción Minardil fue muerto y la ciudad saqueada. El rey muerto fue sucedido por su hijo Telemnar.